# Bibliska bilder
Bibliska bilder är en svensk TV-film från 1961 i regi av Arne Arnbom.

## Rollista
- Siv Ander – kvinnan
- Ivo Cramér – Herodes / Petrus / John
- Helena Fernell
- Karin Gammelin
- Hans Kjölaas
- Lo-Lo Lind
- Ingrid Manz – Magdalena
- Marrit Ohlsson
- Holger Reenberg
- Jackie Söderman – Josef
- Tyyne Talvo – Maria
- Aloysius Valente – Judas
- Olof Widgren – munken (berättare)